# Володарский район (Киевская область)
Воло́дарский райо́н (укр. Володарський район) — упразднённая административная единица на юго-западе Киевской области Украины. Административный центр — пгт Володарка.

## География
Площадь — 649 км2.
Основные реки — Рось.
Район граничит на севере со Сквирским и Белоцерковским, на юге — с Тетиевским районами Киевской области, на западе — с Погребищенским районом Винницкой области, на востоке — со Ставищенским районом Киевской области.

## История
Район образован 7 марта 1923 года из Володарской и Пархомовской волостей. В период с 1963 по 1966 гг. территория района была частью Тетиевского района.
17 июля 2020 года в результате административно-территориальной реформы район вошёл в состав Белоцерковского района.

## Демография
Население района составляет 23 345 человек (данные 2006 г.), в том числе в городских условиях проживают около 7 540 человек. Всего насчитывается 37 населённых пунктов.

## Административное устройство
Количество советов:
- поселковых — 1
- сельских — 21

Количество населённых пунктов:
- посёлков городского типа — 1
- сёл — 35
- посёлков сельского типа — 1

## Достопримечательности
В Володарском районе есть деревня Нове життя, где во время Великой Отечественной войны немцы сожгли все хаты, а всех жителей, кто не успел убежать (150 человек), согнали в две крайние, облили бензином и подожгли. Одной женщине удалось спастись — Анастасии. На том месте в последней четверти XX века поставлен памятник (автор — Виктор Марченко).
Ещё в Володарском районе в селе Пархомовка расположена Святопокровская церковь (Пархомовка, Киевская область).